# 1687 en philosophie
Chronologie de la philosophie
- 1683
- 1684
- 1685
- 1686
- 1687
- 1688
- 1689
- 1690
- 1691

L’année 1687 a été marquée, en philosophie, par les événements suivants :

## Publications
- Géraud de Cordemoy : Histoire de France, depuis le temps des Gaulois et le commencement de la monarchie, jusqu'en 987 (2 volumes, 1687-89). Complétée et publiée par son fils, Louis-Géraud de Cordemoy.

- Fénelon :  Traité de l'éducation des filles[1] (1687) ;

- Bernard Lamy : Apparatus ad Biblia Sacra, etc., Grenoble.

- John Norris (philosophe) publie : La racine de la liberté

## Décès
- 1er septembre à Cambridge : Henry More est un philosophe anglais de l'école des Platoniciens de Cambridge, né le 12 octobre 1614 à Grantham, Lincolnshire.